# KSD-64

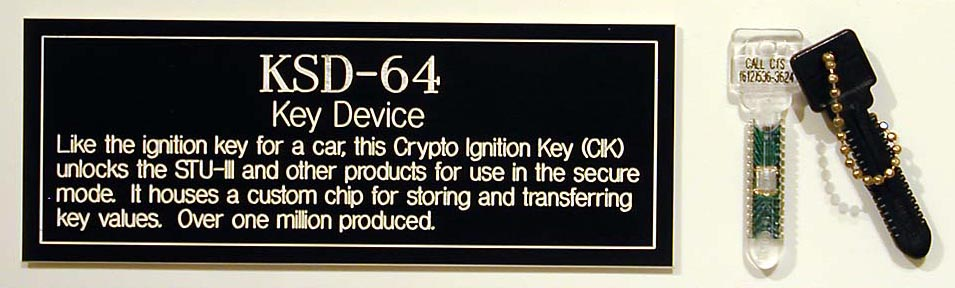
"Crypto-llaves de encendido" KSD-64 en la exhibición en el Museo Criptológico Nacional en el año 2005.

La (CIK) KSD-64[A] desarrollada por la Agencia de Seguridad Nacional es un chip EEPROM empaquetado en una carcasa de plástico que se parece a una llave de juguete. El número de modelo se debe a su capacidad de almacenamiento - 64 Kib (65536 bits) suficiente para almacenar múltiples claves de cifrado. Con más frecuencia se utiliza en las claves compartidas de las solicitudes: o bien es el dispositivo de cifrado o el KSD-64 es el único valor, pero en conjunto se puede utilizar para hacer conexiones cifradas. Con menos frecuencia, es utilizado solo como un dispositivo contenedor para el traslado de material importante, como por ejemplo para garantizar la carga inicial de semillas claves de un teléfono STU-III.